# Жорж Данден, или Одураченный муж
«Жорж Данде́н, или Одура́ченный муж» (фр. George Dandin ou le Mari confondu) — трёхактная театральная комедия Мольера с балетом Люлли, созданная в Версале 18 июля 1668 года и показанная публике в театре Пале-Рояль 9 ноября того же года.
Главный персонаж Данден стал синонимом простака, попавшего впросак и страдавшего оттого, что его неразумные желания были исполнены.
Фраза «Ты этого хотел, Жорж Данден!» («Tu l’as voulu, Georges Dandin!») из этой пьесы стала крылатой.

## История постановок

### Вне России
В первых постановках в роли Дандена выступал сам Мольер. Позднее в этой роли в XVII веке выступали французские актёры Перье и Резен (младший), позднее — Эдмон Го (1822—1901).
Пьеса была поставлена в Лондоне на французском языке в 1718 году, в Лиссабонском театре в 1737 г., в Мадридском театре «Де ла Крус» в 1769 г., в Риме в театрах «Арджентина» и «Мандзони» в 1907 году, в «Немецком театре» в 1911 г. (режиссёр Макс Рейнхардт), и многих других странах.

### В России

#### В дореволюционной России
В России пьеса, вероятно, была впервые представлена в 1712 году на немецком языке с названием «О бедном Юргене» труппой Манна в театре Натальи Алексеевны в Санкт-Петербурге.
В 1790 году в Санкт-Петербурге пьеса была представлена французской труппой в Городском Деревянном театре.
Первая постановка на русском языке состоялась в Санкт-Петербурге 24 сентября 1758 года, в Малом оперном театре, и предположительно 3 сентября 1760 в театре Московского университета.
На профессиональной сцене впервые представлена 18 января 1851 на бенефисе Щепкина в Малом театре (перевод Барсова; Жорж Данден — Щепкин, Анжелика — А. Г. Рыкалова, господин де Сотанвиль — Немчинов, госпожа де Сотанвиль — М. С. Львова-Синецкая, Клитандр — Черкасов, Клодина — Соболева 1-я).
Среди других постановок можно отметить:
- Малый театр (1866, в переводе И. Мещерского — «Жорж Данден, или Муж же и виноват!»; Жорж Данден — П. Садовский, Анжелика — Г. Федотова, господин де Сотанвиль — В. Дмитриевский, госпожа де Сотанвиль — А. Рыкалова, Клитандр — Александров, А. Рассказов, Клодина — А. Колосова, Любен — Н. Музиль, Колен — Ермолов);
- Александринский театр, на сцене Михайловского театра (1870; Ж. Данден — Федотов, Анжелика — В. Стрельская);
- Народный театр, Москва (1872; господин де Сотанвиль — Н. Рыбаков);
- Московское общество искусства и литературы (1888; г-н де Сотанвиль — Станиславский)
- Театр Корша (1892; бенефис Светлова; Данден — Светлов, г-н де Сотанвиль — И. Киселевский).

#### В СССР
При Советской власти спектакль неоднократно ставился в провинции и создаваемых национальных театрах союзных и автономных республик:
- Тюркский театр в Баку (ныне Азербайджанский драматический театр) (1923, постановка Иванова),
- Белорусский театр им. Янки Купалы (1926, постановка Попова),
- Вологодский драматический театр (1936),
- Коми театр (1946),
- Северо-Осетинский государственный академический театр имени В. Тхапсаева (1946),
- Хакасский национальный драматический театр имени А. М. Топалова, Абакан (1949),
- Татарский академический театр имени Галиаксара Камала (1951),
- Ташкентский театр (1958)

#### В современной России
- Театр «Старый Дом», Екатеринбург (1996, постановка Н. Стуликова)[3][4]
- Ачинский драматический театр (2014, постановка В. Питальского)

## Действующие лица
- Жорж Данде́н — богатый крестьянин, муж Анжелики;
- Анжелика — жена Жоржа Дандена, дочь господина де Сотанвиля;
- господин де Сотанви́ль — помещик, дворянин, отец Анжелики;
- госпожа де Сотанвиль;
- Клита́ндр — молодой человек, влюблённый в Анжелику;
- Клоди́на — служанка Анжелики;
- Любен — крестьянин, прислуживающий Клитандру;
- Коле́н — слуга Жоржа Дандена.

## Сюжет
Богатый крестьянин Жорж Данден захотел породниться с аристократами и именоваться «господином де ла Дандиньером». И вот, вместо того чтобы жениться на доброй честной крестьянке, он берёт себе в жёны красавицу Анжелику, дочь барона де Сотанвиля. Разорившиеся Сотанвили, получив за дочь изрядную сумму денег, таким образом совершили выгодную сделку. На Дандена же, напротив, обрушивается множество неприятностей. Высокородные тесть с тёщей постоянно поучают его, попрекают тем, что он плохо воспитан, а жена-дворянка смотрит свысока и стыдится носить его имя, давая понять, что при всем своём богатстве он не достоин чести быть её мужем. Ко всем этим огорчениям на голову бедного Дандена сваливается ещё одно: за Анжеликой начинает волочиться красивый молодой человек по имени Клитандр, носящий титул виконта.

## Русские переводы
- Иван Чаадаев, «Жорж Данден, или В смятение приведенный муж», Москва, 1775; 2-е издание, Москва 1788 — один из лучших переводов XVIII века.
- переделка А. Антонова «Женские уловки, или Муж — мужик, а жена — барыня», Рязань, 1882.
- перевод Барсова на сцене Малого театра в 1851 г.
- перевод И. Мещерского «Жорж Данден, или Муж же и виноват!» на сцене Малого театра в 1866 г.
- Евгений Гаршин, «Жорж Данден, или Одураченный муж», Санкт-Петербург, 1884.
- О. И. Бакст, «Жорж Данден, или Одураченный муж», в книге: Мольер. Полное собрание сочинений, под ред. П. И. Вейнберга и П. В. Быкова, т. 3, Санкт-Петербург, 1913.
- В. Чернявский, в книге: Жан-Батист Мольер. Собрание сочинений, т. 2, M., 1957.